# سيريل نوولز
سيريل نوولز (بالإنجليزية: Cyril Knowles)‏، من مواليد 13 يوليو 1944، وتوفي في 30 أغسطس 1991، لاعب كرة قدم إنجليزي سابق، ومدرب كرة قدم إنجليزي سابق. لعب مع منتخب إنجلترا لكرة القدم.

## مسيرته الكروية
لعب سيريل نوولز خلال مسيرته الاحترافية مع ناديين في أربعة عشر موسمًا وسجل خلالها 15 هدفًا ضمن 440 مباراة. حيث فاز في ثلاثة مواسم بالكأس ولم يفز بأي دوري.
خاض سيريل نوولز مسيرته مع نادي ميدلزبره في موسم 1962–63 ولمدة موسمين، مشاركًا في 37 مباراة ولم يسجل أي هدف. ثم انتقل إلى نادي توتنهام هوتسبير في موسم 1964–65 ليلعب معه اثنا عشر موسمًا، حيث شارك في 403 مباراة سجل خلالها 15 هدفًا.

## روابط خارجية
- سيريل نوولز على موقع قاعدة بيانات كرة القدم.إي يو (الإنجليزية)
- سيريل نوولز على موقع ناشيونال فوتبول تيمز (الإنجليزية)
- سيريل نوولز على موقع Soccerbase.com (لاعب) (الإنجليزية)
- سيريل نوولز على موقع Soccerbase.com (مدرب) (الإنجليزية)